# Culai Shan
Culai Shan är ett berg i Kina. Det ligger i provinsen Shandong, i den östra delen av landet, omkring 73 kilometer söder om provinshuvudstaden Jinan. Toppen på Culai Shan är 956 meter över havet.
Runt Culai Shan är det tätbefolkat, med 659 invånare per kvadratkilometer. Trakten runt Culai Shan består till största delen av jordbruksmark.
Genomsnittlig årsnederbörd är 857 millimeter. Den regnigaste månaden är juli, med i genomsnitt 283 mm nederbörd, och den torraste är januari, med 4 mm nederbörd.